# 진산면
진산면(珍山面)은 충청남도 금산군에 설치된 면이다. 서쪽으로 충청남도 논산시 벌곡면, 전북특별자치도 완주군 운주면과 접한다.

## 연혁
- 523년: 진동현
- 1413년: 진주군에서 진산군으로 개칭
- 1914년 3월 1일: 부군면 통폐합으로 금산군에 합병
- 1962년 12월 12일: 금산군의 충청남도 편입에 따라 전라북도에서 충청남도로 이양[1]

## 행정 구역
| 법정리 | 한자명 | 행정리  | 자연마을                       | 비고                   |
| ------ | ------ | ------- | ------------------------------ | ---------------------- |
| 교촌리 | 校村里 | 교촌1리 | 새터, 모랭이, 숯고개           |                        |
| 교촌리 | 校村里 | 교촌2리 | 향교골                         |                        |
| 두지리 | 斗芝里 | 두지1리 | 원두지리, 다릿골, 태고사가는길 |                        |
| 두지리 | 斗芝里 | 두지2리 | 진밭들, 원골                   |                        |
| 막현리 | 幕峴里 | 막현리  | 상막현, 중막현, 하막현         |                        |
| 만악리 | 晩樂里 | 만악1리 | 만악                           |                        |
| 만악리 | 晩樂里 | 만악2리 | 초미동                         |                        |
| 만악리 | 晩樂里 | 만악3리 | 괸돌, 놋점골                   |                        |
| 묵산리 | 墨山里 | 묵산1리 | 원묵산, 태봉골, 을음실         |                        |
| 묵산리 | 墨山里 | 묵산2리 | 당디, 접바위                   |                        |
| 부암리 | 浮岩里 | 부암1리 | 부수바위                       |                        |
| 부암리 | 浮岩里 | 부암2리 | 가막골                         |                        |
| 부암리 | 浮岩里 | 부암3리 | 목골                           |                        |
| 삼가리 | 三佳里 | 삼가1리 | 삼가                           |                        |
| 삼가리 | 三佳里 | 삼가2리 | 방각동, 청증                   |                        |
| 석막리 | 石幕里 | 석막1리 | 석막, 말거리                   |                        |
| 엄정리 | 嚴亭里 | 엄정1리 | 하엄정                         |                        |
| 엄정리 | 嚴亭里 | 엄정2리 | 상엄정, 터복골, 느지목         |                        |
| 오항리 | 烏項里 | 오항1리 | 춘경동, 외일양                 |                        |
| 오항리 | 烏項里 | 오항2리 | 왕동, 내일양, 점티             |                        |
| 읍내리 | 邑內里 | 읍내1리 | 읍내 일부                      | 면 행정복지센터 소재지 |
| 읍내리 | 邑內里 | 읍내2리 | 읍내 일부                      |                        |
| 읍내리 | 邑內里 | 읍내3리 | 방축리                         |                        |
| 지방리 | 芝芳里 | 지방1리 | 지방                           |                        |
| 지방리 | 芝芳里 | 지방2리 | 가사벌, 재실말, 늠방골         |                        |
| 지방리 | 芝芳里 | 지방3리 | 장대울                         |                        |
| 행정리 | 杏亭里 | 행정1리 | 행정, 청림골                   |                        |
| 행정리 | 杏亭里 | 행정2리 | 염정골, 도롱골                 |                        |

## 사건사고
- 신해박해(진산 사건, 1791년)